# Гораціо Мажибрадич
Гораціо Мажибрадич (хорв. Horacio Mažibradić, 1565 або 1566 —†1641) — хорватський поет у часи Рагузької республіки.

## Життєпис
Був позашлюбним сином відомого рагузького поета Марое Мажибрадича. Народився у 1565 або 1566 році у Венеції. Згодом перебрався до Рагузи, де пройшов навчання. Був підмайстром в рагузькій торгової колонії в Софії, потім жив у маєтку батька в Мочичах. Складно і драматично склалося особисте життя поета. Він рано овдовів, а в другому шлюбі мав тринадцятеро дітей. В архівах дубровницького сенату збереглося його численні прохання про грошову допомогу.
З 1595 по 1604 рік поет жив на адріатичному острові Млєт у селі Бабінополь (тут служив при наміснику провінції Дубровницької республіки), практично не маючи статків, чим пояснюються його елегійні настрої.
Людина весела і товариська, Мажибрадич мав багато друзів, зокрема поета Івана Гундулича.

## Творчість
У поезії Мажибрадича відображені настрої часу. У своїх віршах Гораціо відображував думку щодо безсилля людини змінити дійсність, і тому вона повинна покірливо переносити всі біди. Одночасно поет оспівував людей, які, попри всі нещастя, відстоюють свою честь і гордість.
У віршованих посланнях до своїх друзів поет торкається широкого кола етичних, релігійних, філософських, суспільних проблем, причин, чому вони існують.
Легка і щира любовна лірика Мажибрадича становить певний етап на шляху від петраркізму до маринізму в Далмації.